# 용감한 아스테릭스
용감한 아스테릭스(Asterix Et Le Coup Du Menhir, Asterix And The Big Fight)는 프랑스, 서독에서 제작된 Philippe Grimond, David N. Weiss 감독의 1989년 애니메이션 영화이다. 로저 카렐 등이 주연으로 출연하였다.

## 출연

### 주연
- 로저 카렐
- 피에르 토내이드
- 헨리 라부시에르

## 제작진
- 원작자: 르네 고시니
- 원작자: 알베르 우데르조